# Asta Vrečko
Asta Vrečko (ur. 13 sierpnia 1984 w Celje) – słoweńska polityk, historyk sztuki, nauczycielka akademicka i samorządowiec, od 2022 minister kultury.

## Życiorys
Absolwentka historii sztuki, doktoryzowała się w 2014 na Uniwersytecie Lublańskim. Po studiach podjęła pracę na tej uczelni. W pracy badawczej i zawodowej zajęła się sztuką słoweńską i jugosłowiańską w XX wieku. Udzielała się jako krytyk sztuki i przy organizacji różnych wystaw, m.in. w Zagrzebiu. Współpracowniczka galerii „Galerija Božidar Jakac” w miejscowości Kostanjevica na Krki.
Zaangażowała się w działalność polityczną w ramach antykapitalistycznego ugrupowania IDS, z którym później współtworzyła Lewicę. Została zastępczynią koordynatora tej partii. W latach 2018–2022 była radną miejską w Lublanie. W czerwcu 2022 objęła funkcję ministra kultury w rządzie Roberta Goloba. W 2023 została nową koordynatorką swojego ugrupowania.